# Cacomorphocerus cerambyx
Cacomorphocerus cerambyx là một loài bọ cánh cứng trong họ Cantharidae. Loài này được Schaufuss miêu tả khoa học năm 1892.